# Duduya
Duduya és un riu de Bengala Occidental al nord de l'estat, districte de Jalpaiguri, que acaba a Bangladesh.
Es forma per la unió del Gayerkata i el Nanai, que després d'unir-se corren al sud-est. En la part final entra a Bangladesh i desaigua al Brahmaputra prop de l'extrem nord-est del país. Els principals afluents són el Gulandi, el Kalua o Rehti, el Barabank, el Demdema, i el Tasati.